# Gustav Kolb (Kunsterzieher)
Gustav Kolb (* 1867 in Leidringen; † 1943 in Stuttgart) war ein deutscher Kunsterzieher. Als Herausgeber der Zeitschrift Kunst und Jugend und als Verfasser des in vielen Schulen verwendeten Standardwerks Bildhaftes Gestalten als Aufgabe der Volkserziehung prägte er die Kunsterziehung, bis ihm 1934 die Schriftleitung entzogen wurde.

## Leben und Werk
Gustav Kolb besuchte die Lateinschule in Leonberg und 1883 das Lehrerseminar von Eßlingen am Neckar. Von 1887 bis 1891 war er Volksschullehrer und entschloss sich dann zum Zeichenlehrerstudium. 1892 bestand er die Aufnahmeprüfung für die Kunstakademie Stuttgart, wo er bei den Professoren Carl von Lemcke und Jakob Grünenwald studierte. 1897 legte er die Zeichenlehrerprüfung ab und wurde im gleichen Jahr vom Gemeinderat in Göppingen als Zeichenlehrer der Realschule gewählt. 1901 heiratete Kolb in Göppingen.
1902 veröffentlichte er zusammen mit seinem Freund und Kollegen Karl Gmelich das Tafelwerk Von der Pflanze zum Ornament. Statt des damals in den Lehrplänen geforderten Kopierens historischer Vorlagen wollten sie „die Jugend anleiten zum gewissenhaften sachlichen Studium der Pflanze, deren Wachstums- und Bildungsgesetze und typische Grundformen es klar zu erkennen und mit den einfachsten Mitteln darzustellen gilt.“ Er engagierte sich in der Kunsterziehungsbewegung.
1904 übernahm Kolb für den Verein Württembergischer Zeichenlehrer die Schriftleitung der Zeitschrift Der Zeichenlehrer, 1907 wird daraus Kunst und Jugend – Illustrierte Zeitschrift des Verbands Süddeutscher Zeichenlehrervereine. Er formulierte in der ersten Ausgabe das Prinzip, „Jedes freie Wort soll gehört, jede aufrichtige und sachliche Meinung soll gehört werden“, was er bis 1934 befolgte.
1905 entwarf Kolb „Beiträge zur Zeichenunterrichtsreform“, die 1908 in den neuen Lehrplänen dazu führten, dass die Schüler nicht mehr nur kopieren, sondern auch frei gestalten durften. Zu seinen Schülern in Göppingen gehörten Fritz Steisslinger, Oskar Schlemmer, Fritz Nuss und Margret Hofheinz-Döring.
Nach dem Ersten Weltkrieg trat Kolb in die SPD ein und versuchte, als Gemeinderat zum Wiederaufbau beizutragen. 1920 wurde sein Antrag für „Schul- und Lernmittelfreiheit an sämtlichen hiesigen Schulen“ einstimmig angenommen. Kurz darauf legte er jedoch sein Gemeinderatsmandat nieder und verließ die SPD.
Seine Vorschläge für die Kunsterziehung in Württemberg wurden in Württemberg und darüber hinaus weitgehend verwirklicht. 1920 berichtete ein Gemeinderatsprotokoll „Mit Genehmigung des Ministeriums des Kirchen- und Schulwesens soll Studienrat Kolb zu der Aufgabe herangezogen werden, die Neuordnung des Zeichenunterrichts und die künftige Regelung der Zeichenlehrerausbildung vorzubereiten.“ Wenig später wurde Kolb Professor, hatte junge Zeichenlehrer zu unterrichten und zu examinieren. 1926 folgte der Umzug nach Stuttgart.
Ab 1921 wurde die Zeitschrift Kunst und Jugend als „Deutsche Blätter für Zeichen-, Kunst- und Werkunterricht / Zeitschrift des Reichsverbandes akademisch gebildeter Zeichenlehrer und Zeichenlehrerinnen“ in ganz Deutschland gelesen.
1926/27 veröffentlichte Kolb sein Hauptwerk, Bildhaftes Gestalten als Aufgabe der Volkserziehung, das lange in vielen Schulen als praktisch und theoretisch führendes Standardwerk für den Zeichenunterricht benutzt wurde.
Den Nationalsozialismus begrüßte Kolb zunächst und erhoffte von ihm „die Wiedergeburt unseres Volkes“. Die Vielfalt, die er in Kunst und Jugend zeigte, passte allerdings nicht zu der Ideologie der Nationalsozialisten. Er wurde 1933 ohne Dank aus der Lehrerausbildung entlassen, und 1934 wurde ihm, unter anderem wegen seiner Tätigkeit für die SPD, auch die Schriftleitung von Kunst und Jugend entzogen. Enttäuscht und verzweifelt über die politische Entwicklung starb er 1943.